# Lophotriccus
Lophotriccus és un gènere d'ocells de la família dels tirànids (Tyrannidae). Agrupa a espècies originàries de l'Amèrica tropical (Neotròpic) on es distribueixen des de les terres altes de Costa Rica, a Amèrica Central, i a través d'Amèrica del Sud, cap a l'est fins a les Guaianas i nord-est de l'Amazònia brasilera i cap al sud fins als Andes del sud-est del Perú, nord-oest de Bolívia i sud-oest de l'Amazònia a Brasil.

## Descripció
Les espècies d'aquest gènere són petits i foscos, mesurant al voltant de 10 cm de longitud, es troben en el dens sotabosc de boscos de terres baixes o montans baixos, usualment a les vores; dues espècies prefereixen els embullats de bambú. Recorden les espècies del gènere Hemitriccus, però exhibeixen crestes amb plomes allargades, vorejades de vermell, gris o verd oliva.

## Taxonomia i etimologia
El gènere va ser introduït per l'ornitòleg alemany Hans von Berlepsch el 1884. L'espècie tipus va ser designada posteriorment com una subespècie del tirà emplomallat andí (Lophotriccus pileatus squamaecrista) pel zoòleg anglès Richard Bowdler Sharpe el 1884.
Alguns autors, com Ridgely & Tudor (2009) col·loquen l'espècie Atalotriccus pilaris en aquest gènere, malgrat la manca del patró de corona distintiu de les espècies d'aquest gènere.
Els amplis estudis geneticomoleculars realitzats per Tello et al. (2009) van descobrir una quantitat de relacions noves dins de la família Tyrannidae que encara no estan reflectides en la majoria de les classificacions. Seguint aquests estudis, Ohlson et al. (2013) van proposar dividir Tyrannidae en cinc famílies. Segons l'ordenament proposat, Lophotriccus pertany a la família Rhynchocyclidae (Berlepsch, 1907), en una nova subfamília Todirostrinae (Tello, Moyle, Marchese & Cracraft, 2009) juntament amb Taeniotriccus, Cnipodectes, Todirostrum, Poecilotriccus, Hemitriccus, Atalotriccus i Oncostoma. El Comitè Brasiler de Registres Ornitològics (CBRO) adopta aquesta família, mentre el Comitè de Classificació de Sud-americà (SACC) espera propostes per analitzar els canvis.
El nom del gènere combina el grec antic «lophos» que significa “cresta” amb «trikkos», que és un ocell petit no identificat.
Segons la Classificació del Congrés Ornitològic Internacional (versió 14.2, 2024) aquest gènere està format per 4 espècies:
- Lophotriccus pileatus - tirà emplomallat andí.
- Lophotriccus eulophotes - tirà emplomallat de Todd.
- Lophotriccus vitiosus - tirà emplomallat de doble ratlla.
- Lophotriccus galeatus - tirà emplomallat de Caiena.